# Koko Crater
Der Koko Crater ist ein erloschener Vulkankegel in Honolulu auf der Insel Oʻahu im US-Bundesstaat Hawaii.

## Beschreibung

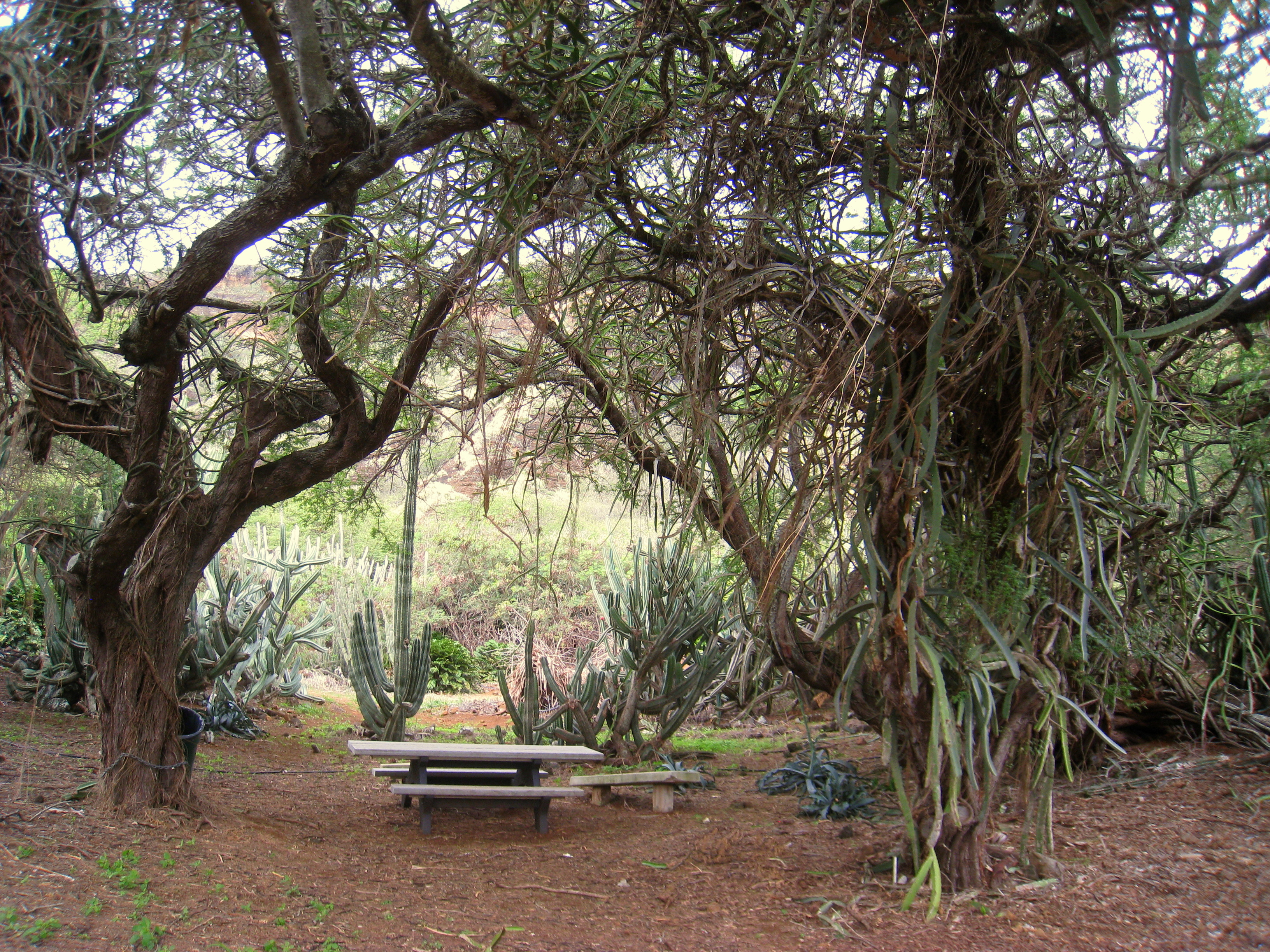
Koko Crater Botanical Garden

Der aus Tuff bestehende Krater erreicht eine Höhe von 368 m und hat einen Durchmesser von rund 900 m. Im Krater befindet sich ein 24 ha großer Botanischer Garten. Der Koko Crater ist mit der nahegelegenen Hanauma Bay eine der bekanntesten Landmarken der Südküste von Oʻahu. Er gehört vermutlich zu den jüngsten Vulkanschloten der Insel. Die Radiokohlenstoffdatierung des Vulkangesteins in der Umgebung weisen auf einen Vulkanausbruch vor etwa 7000 Jahren hin. Der Tuff ist in verschiedene Schichten unterteilt: Die oberste, etwa 25 m dicke Schicht besteht aus mittel- bis großkörnigem Tuffstein, der 1–5 cm große Lapilli enthält; die untere Schicht besteht aus groben bis massiven Lapilli mit eingesprengten vulkanischen Bomben und Blöcken.

## Mythologie
Sein ursprünglicher Name war Kohelepelepe – hawaiisch für Vagina Labia Minora. Der Legende nach wurde Pele, die Göttin der Vulkane, auf Hawaii von Kamapuaʻa, einem Mann mit Schweinekopf, verfolgt und angegriffen. Daraufhin kam Peles Schwester Kapo zu Hilfe und ließ ihre Vagina nach Oʻahu fliegen, um den Angreifer wegzulocken. Dieser folgte der Vagina bis zur Stelle des heutigen Koko-Kraters, wo sie einen tiefen Abdruck hinterließ.

## Koko Crater Stairs
Die Koko Crater Stairs, auch Koko Crater Tramway genannt, sind eine 800 m lange, ehemalige Kabelstraßenbahntrasse mit einst 1048 Bohlen, die zu einem Aussichtspunkt am Kraterrand führen. Er ist ein beliebtes Ausflugsziel von Einheimischen und Touristen und bietet einen weiten Panorama-Rundblick in alle Himmelsrichtungen. Die Trasse wurde 1942–1943 von der US-Army vom Fuß des Kraters zum Gipfel angelegt, wo es eine Radarstation gab. Auf ihr wurde Personal, Ausrüstung und Nachschub zum Gipfel transportiert. Nach der Gründung der United States Air Force 1947 wurde sie Koko Crater Air Force Station genannt. Sie diente der Überwachung des Flugverkehrs um Oahu. Nachdem die Radarbasis aufgrund neuer Satellitentechnologie obsolet geworden war, übergab die US Air Force das Land und die Straßenbahn an die Honolulu City and County. Im Lauf der Zeit wurden die Bohlen durch die Witterung immer mehr beschädigt, nur noch 800 waren bis Ende der 2010er Jahre erhalten. Daraufhin gründete sich eine Bürgerinitiative, die im Jahr 2021 innerhalb von zehn Monaten alle „Stufen“ komplett erneuerte. Sie werden täglich von 500 bis 1000 Besuchern bestiegen.